# Valdis Birkavs

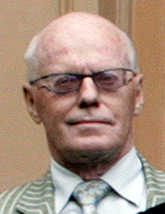
Valdis Birkavs

Valdis Birkavs (* 28. Juli 1942 in Rīga) ist ein lettischer Politiker.

## Leben
Valdis Birkavs wurde 1990 erstmals ins lettische Parlament gewählt und war Mitbegründer der Partei Latvijas Ceļš (Lettlands Weg). Nachdem seine Partei 1993 die Parlamentswahlen gewonnen hatte, leitete er als Ministerpräsident eine Regierungskoalition aus Latvijas Ceļš und Latvijas Zemnieku Savienība, dem lettischen Bauernverband. Im Sommer 1994 verließ der Bauernverband die Regierung, Birkavs musste zurücktreten. Er wurde dann in der Folgeregierung stellvertretender Ministerpräsident und Außenminister. Er blieb bis 1999 Außenminister unter vier verschiedenen Regierungschefs. 
1999 kandidierte Valdis Birkavs bei den Wahlen zum Staatspräsidenten, der in Lettland vom Parlament bestimmt wird, scheiterte jedoch. Danach amtierte er bis 2002 als Justizminister.